# يوحنا الثاني عشر
البابا يوحنا الثاني عشر (937 تقربيًا – 14 مايو 964) والمولود باسمأوكتافيانوس, هو بابا الكنيسة الرومانية الكاثوليكية من 16 ديسمبر 955 إلى 14 مايو 964. كان يوحنا الثاني عشر ينتمي إلى عائلة ثيوفيلاكت الرومانية القوية النفوذ والتي سيطرت على الساحة السياسية البابوية لأكثر من نصف قرن كان، فكان الحاكم الفعلي والروحي لروما. أصبحت سمعته البابوية سيئة نظرًا لاتهامات بالفساد والانغماس في الحياة الدنيوية.

## وصلات خارجية
- Catholic Encyclopedia article on John XII
- Rotten Library article on John XII
- Opera Omnia by Migne Patrologia Latina with analytical indexes